# Eine Reihe betrüblicher Ereignisse

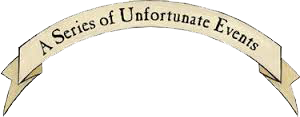

Eine Reihe betrüblicher Ereignisse (Originaltitel: A Series of Unfortunate Events) ist eine US-amerikanische Kinderbuchserie von Lemony Snicket, die insgesamt 13 Bände umfasst und zwischen 1999 und 2006 veröffentlicht wurde. Teile der Reihe erschienen auch unter den Titeln Die schaurige Geschichte von Violet, Sunny und Klaus und Schauriger Schlamassel. Daneben erschienen die unautorisierte Biografie des Autors und eine Briefsammlung, die Beatrice Letters.
Die Geschichte dreht sich um die drei Geschwisterwaisen Violet, Klaus und Sunny Baudelaire, die ihre Eltern durch einen Brand verloren haben. Da die drei nicht volljährig sind, werden sie wechselnden Vormündern anvertraut, die jedoch alle auf die eine oder andere Weise Opfer ihres ersten Vormundes Graf Olaf werden. Dieser hat es auf das Familienvermögen abgesehen. Mit fortschreitender Handlung entdecken die Kinder verschiedene Geheimnisse ihrer Eltern und erfahren, dass diese – und viele ihrer Vormünder, ob gut oder böse – Mitglieder einer Geheimorganisation waren. Sie versuchen, die Geheimnisse der Organisation aufzudecken und endlich einen sicheren Ort zu finden, an dem sie bleiben können. Graf Olaf, die Familie Snicket und die einzelnen Vormünder spielen dabei eine entscheidende Rolle.

## Charaktere der Buchserie

### Violet Baudelaire
Violet ist im Buch zwischen 14 und 15 Jahre alt, begeisterte Erfinderin und das älteste der Kinder. Sie baut aus den banalsten Gegenständen lebensrettende Apparaturen, mit denen die Geschwister sich aus den verschiedenen Situationen retten. Mit Vollendung des 18. Lebensjahres soll sie das elterliche Vermögen bekommen.

### Klaus Baudelaire
Klaus, das mittlere Kind und zwischen 12 und 13 Jahren alt, ist ein leidenschaftlicher Leser. Was er gelesen hat, prägt er sich ein und vergisst es nicht mehr. Er ist damit das wandelnde Lexikon der Geschwister und hilft ihnen mit seinem vielfältigen Wissen oft aus gefährlichen Situationen heraus und trägt maßgeblich zur Lösung der auftauchenden Rätsel bei.

### Sunny Baudelaire
Sunny ist das jüngste Kind und liebt Beißen und Kauen. Anfangs kann sie noch nicht richtig sprechen und nur krabbeln. Während der Geschichte lernt sie sich verständlich auszudrücken und fängt an zu laufen. Später erweist sie sich außerdem als ausgezeichnete Köchin und zaubert aus den einfachsten Zutaten die ungewöhnlichsten Gerichte.

### Graf Olaf
Graf Olaf ist der erste Vormund der Baudelaire-Waisen und wahrscheinlich der Verursacher des schrecklichen Feuers, das die Eltern der Kinder tötete. Er verfolgt die Waisen und versucht immer wieder, ihr Vermögen mit Gewalt und hinterlistigen Tricks an sich zu reißen. Obwohl er ein grauenvoller Schauspieler ist, schafft er es immer, die Vormünder und Mr. Poe mit seinen Verkleidungen und falschen Namen hereinzulegen. Dabei hilft ihm seine Schauspielertruppe, die aus einer merkwürdigen Zusammenstellung verschiedener Personen und seiner Freundin Esmé besteht.

### Mr. Poe
Mr. Arthur Poe, Bankier und ein Freund der verstorbenen Eltern, ist bis zu Violets 18. Lebensjahr der Verwalter des Baudelaire-Vermögens. Er bringt die drei Waisen zu den Verwandten, von denen er annimmt, dass sie als Vormünder geeignet sind. Wenn die Baudelaires ihm erzählen, dass Graf Olaf wieder in ihrem Leben aufgetaucht ist, glaubt er, sie würden sich das aufgrund ihrer Angst nur einbilden. Charakteristisch ist sein stetiges Husten und ein Taschentuch, das er immer bei sich trägt.
Er interessiert sich für alles, was mit Geld zu tun hat und ist damit beschäftigt, für seine Bank, die Vereinigte Vermögensberatung, möglichst erfolgreich zu arbeiten, damit er seinen guten Posten behält. Auch wird er immer ehrgeiziger und betrachtet die Baudelaires später als eine Gefahr für den Ruf seiner tadellosen Bank. Im 6. Band wird er auch für die Quagmeirs verantwortlich. Verheiratet ist er mit der Schreiberin der Lokalzeitung, die immer einen Fotoapparat bei sich trägt.

### Duncan, Isadora und Quigley Quagmeir
Die Quagmeir-Drillinge sind die Freunde der Baudelaires. Duncan und Isadora lernen sie in Die Schule des Schreckens (Band 5) kennen, da auch sie als Waisenkinder auf das Internat geschickt wurden. Ihre Eltern kamen ebenfalls bei einem Hausbrand ums Leben. Es heißt, dass Quigley bei diesem Brand ebenfalls starb; er taucht jedoch gegen Ende von Der finstere Fels (Band 10) wieder auf und hilft den Baudelaires.
Graf Olaf will sich die berühmten Quagmeir-Saphire unter den Nagel reißen und ist auch für den Brand verantwortlich. Jeder Quagmeir-Drilling besitzt ein charakteristisches Notizbuch. Wie bei den Baudelaires hat jeder Quagmeir seine Stärke: Duncan ist der Reporter, Isadora die Dichterin und Quigley der Kartograph.
Am Ende von Die Schule des Schreckens (Band 5) helfen Duncan und Isadora den Baudelaires und werden von Graf Olaf entführt. In Das düstere Dorf (Band 7) können die Baudelaires sie befreien und verhelfen ihnen zu einer Flucht mit einem Heißluftballon.

### Esmé Elend
Esmé Gigi Geneviève Elend ist eine grausame, modebesessene Frau, die in Band 6 mit Jerome Elend, dem seinerzeitigen Vormund der Baudelaire-Waisen, zusammen war. Sie trägt meist absurde Kleidungsstücke, die gerade „in“ sind, und steht Graf Olaf an Grausamkeit und Gemeinheit in nichts nach. Am Ende von Band 6 gibt sie zu erkennen, dass sie mit Olaf zusammenarbeitet, und wird schließlich zu seiner Freundin. Bis sie sich in Band 12 von ihm trennt, hilft sie ihm bei seinen Versuchen, das Baudelaire-Vermögen an sich zu reißen.

## Die Buchserie
Die Bücher wurden von unterschiedlichen Verlagen unter verschiedenen Titeln herausgegeben. Die hier verwendeten Titel richten sich nach der Ausgabe von Manhattan, die auch auf der offiziellen Homepage von Lemony Snicket verwendet werden.

### Band 1: Der schreckliche Anfang
Die drei Kinder Violet, Klaus und Sunny erfahren eines Tages plötzlich von Mr. Poe, dass ihre reichen Eltern bei einem Feuer umgekommen sind. Niemand weiß, was das Feuer auslöste, welches das elterliche Haus bis auf die Grundmauern niederbrennen ließ.
Nachdem sie für kurze Zeit bei Mr. Poe gewohnt haben, werden sie bei dem ihnen unbekannten Graf Olaf untergebracht. Graf Olaf entpuppt sich als ein sehr grausamer Mensch, der eigentlich nur das Vermögen der Kinder möchte und sie außerdem im Haushalt für ihn arbeiten lässt. Um an das Vermögen der Baudelaires zu kommen, arrangiert er ein Theaterstück, in dem Violet und er ein heiratendes Paar spielen. Die Pfarrerin wird dabei von seiner Nachbarin, Richterin Strauß gespielt, was die Hochzeit rechtskräftig machen würde. Somit würde das Familienvermögen in Graf Olafs Besitz übergehen. Die Kinder erkennen, was Graf Olaf vorhat und wollen seinen Plan durchkreuzen, aber er entführt Sunny. Olaf erpresst Violet damit, dass er Sunny, die er inzwischen in einem Käfig auf einem Turm gefangen hält, herunterstürzen lässt, wenn sie nicht „ja“ sagt und die Heiratsurkunde unterschreibt. Violet und Klaus versuchen Sunny zu retten. Im Endeffekt entgeht Violet dem bösen Plan, indem sie mit der linken Hand unterschreibt und die Ehe nicht rechtmäßig ist, da man mit der richtigen Hand (bei Violet rechts) unterschreiben muss.
Olafs Plan fliegt auf, als er sich vor dem Theaterpublikum, nachdem Violet unterschrieben hat, im Besitz des Baudelairevermögens wähnt. Mr. Poe entzieht ihm daraufhin die Vormundschaft.

### Band 2: Das Haus der Schlangen
Als nächsten Vormund hat Mr. Poe Dr. Montgomery Montgomery (Onkel Monty), einen Herpetologen (Schlangenforscher) ausgesucht. Im Gegensatz zu Graf Olaf ist Onkel Monty ein liebenswerter Mensch und versucht es den Kindern so schön wie möglich zu machen.
Ein Reptiliensaal lässt die Kinder die Schönheit der Schlangen, Echsen und anderen Reptilien erleben – unter anderem die „unglaublich tödliche Viper“. Die von Monty entdeckte Schlange, die in Wirklichkeit handzahm ist, freundet sich mit Sunny an. Monty erzählt den Kindern, dass sein Assistent vor kurzem überraschend gekündigt hat und dass der neue Assistent Stefano bald eintreffen wird. Außerdem erzählt er den Kindern davon, dass er eine Reise nach Peru plant, um die dortigen Schlangen zu erforschen, und dass sie und sein neuer Assistent ihn begleiten sollen. Als Stefano eintrifft, erkennen ihn die Waisen sofort als Graf Olaf in Verkleidung. Sie wollen Monty warnen, doch „Stefano“ bedroht sie und lässt sie nicht aus den Augen, sodass sie Monty nichts erzählen können. Als sie aber schließlich eine Möglichkeit bekommen, mit Monty unter vier Augen zu sprechen, können sie ihn nicht überzeugen, denn er hält Stefano nur für einen Spion seiner Forscherkollegen, die ihm den Ruhm stehlen wollen, und er beschließt, dass die Kinder und er ohne Stefano nach Peru reisen sollen.
Am nächsten Morgen finden ihn die Baudelairs tot im Reptiliensaal. Graf Olaf hatte ihn ermordet, indem er ihm das Gift der Mamba dû mal gespritzt und so einen Schlangenbiss vorgetäuscht hat. Die Kinder können ihn entlarven, als sie zeigen, dass der tote Onkel Monty nicht die Merkmale eines Schlangenbisses durch die Mamba dû mal, nämlich eine livide Verfärbung der Haut, aufweist und so nicht von der Schlange gebissen worden sein kann. Außerdem finden sie in dem Koffer von Graf Olaf die Hilfsmittel, die er verwendete, um sich eine neue Identität als Stefano zu schaffen und um Onkel Monty zu ermorden. Doch Graf Olaf kann fliehen.

### Band 3: Der Seufzersee
Mr. Poe bringt die Baudelaire-Waisen als Nächstes zu Tante Josephine, die über den Klippen des Seufzersees lebt. Zwar ist die Dame freundlich zu den Kindern, aber sie leidet unter vielen Phobien. Sie hat Angst vor den einfachsten Dingen wie z. B. zu telefonieren, den Herd anzumachen, Auto zu fahren, die Heizung anzumachen und die gläsernen Türgriffe anzufassen.
Die Kinder und ihre Tante begegnen Kapitän Talmi (Graf Olaf in einer neuen Verkleidung). Die Kinder, die ihn gleich erkannt haben, versuchen noch, Josephine zu warnen, aber sie glaubt ihnen nicht. Schließlich zwingt er Josephine dazu, ihren eigenen Tod vorzutäuschen und Kapitän Talmi als nächsten Vormund vorzuschlagen, damit er das Sorgerecht erhält. Josephine kann aber fliehen, versteckt sich in der Grauen Grotte am Seufzersee und hinterlässt den Kindern in ihrem Abschiedsbrief eine Botschaft, die diese gerade noch rechtzeitig entschlüsseln. Sie schaffen es, die Graue Grotte zu finden, und überzeugen Tante Josephine, mitzukommen und alles der Polizei zu erzählen.
Auf dem Rückweg über den See werden sie jedoch von den Seufzerseesaugern (schwarze Blutegel, die blind sind, aber einen ausgeprägten Geruchssinn haben und jede Nahrung wittern, die man innerhalb der letzten Stunde zu sich genommen hat) angegriffen, die das kleine Segelboot beinahe untergehen lassen. Dann sehen Tante Josephine, Violet, Klaus und Sunny in weiter Ferne ein Boot und glauben gerettet zu sein. Bei genauerem Betrachten erkennen sie jedoch, dass in dem Boot Kapitän Talmi (Graf Olaf) sitzt. Josephine gibt ihm die Kinder, um selbst verschont zu werden, aber Graf Olaf kennt keine Gnade und lässt Tante Josephine zum Entsetzen der Kinder bei den Seufzerseesaugern zurück. Die Baudelaires werden Olaf von Mr. Poe weggenommen, welcher auch auf dem See ist, um sie zu finden. Doch zum Schluss schafft es Graf Olaf wieder, mit seinen Kumpanen zu fliehen.

### Band 4: Die unheimliche Mühle
Der neue Vormund der Baudelaires ist Besitzer der Sägemühle Glück & Partner. Die Kinder müssen dort unter schrecklichen Bedingungen arbeiten und erhalten spärliches Essen, welches nur aus Kaugummi besteht. Dafür verspricht ihnen ihr Vormund „Sir“ eine Unterkunft und scheinbaren Schutz vor Graf Olaf. Als Klaus von Vorarbeiter Flacutono ein Bein gestellt bekommt, zerbricht seine Brille und er muss zu Dr. Orwell, einer Augenärztin, und wird dort hypnotisiert. Graf Olaf verkleidet sich als ihre Sekretärin „Shirley“. Der Vorarbeiter Flacutono, der sich als Graf Olafs Gehilfe entpuppt, versucht in der Nacht, den hypnotisierten Klaus zu zwingen, den Partner des Vormunds mit einer Säge umzubringen. Violet kann jedoch rechtzeitig eingreifen; statt des Partners wird Dr. Orwell von der Säge erfasst. Graf Olaf versucht, die Kinder zu adoptieren, als „Sir“ sagt, dass er die Kinder nicht mehr bei sich haben will. Schließlich wird er jedoch enttarnt, kann aber wieder fliehen.

### Band 5: Die Schule des Schreckens
Die Baudelaire-Waisen werden von Mr. Poe in ein Internat gebracht, welches nichts mit einem normalen Internat zu tun hat. Violet und Klaus bekommen immer nur den gleichen Unterricht, und Sunny wird gezwungen, als Sekretärin für den Vizerektor Nero zu arbeiten. Die Kinder erfahren allerhand Schikanen: Sie müssen im Waisenschuppen, einem Schuppen voller Pilz und Krebse, leben und werden von Carmelita Späts, einer Mitschülerin, beschimpft. Doch sie freunden sich mit den zwei Drillingen Duncan und Isadora Quagmeir an, deren Eltern und Drillingsbruder bei einem Feuer ums Leben kamen.
Der neue Sportlehrer Dschingis entpuppt sich als Graf Olaf, was sie natürlich sofort erkennen. Fortan müssen die Waisen jede Nacht Runden um den Sportplatz laufen. Denn Graf Olaf plant, die Kinder so zu entkräften, dass sie aufgrund schlechter Schulnoten der Schule verwiesen werden. Sein Plan geht fast auf. Kurz vor der alles entscheidenden Prüfung verkleiden sich Duncan und Isadora jedoch als Baudelaires und laufen statt der Baudelaires die Runden, damit diese währenddessen lernen können. Jedoch werden sie erwischt und von Graf Olaf entführt; Olaf ist durch die Entführung enttarnt und die Baudelaire-Waisen verlassen das Internat.

### Band 6: Die dunkle Allee
Diesmal werden die Baudelaire-Waisen von dem reichen Ehepaar Jerome und Esmé Elend adoptiert. Esmé, die immer sehr darauf achtet, was gerade modern ist, hat die Waisen nur adoptiert, weil Waisen gerade in sind; Jerome mag die Kinder wirklich sehr gern. Als Esmé eine In-Auktion plant, treffen sie auch Graf Olaf wieder – verkleidet als Auktionator Gunther –, doch die Erwachsenen glauben ihnen nicht.
Die Baudelaires finden heraus, dass die Quagmeirs in einem leeren Aufzugschacht versteckt sind und auf der In-Auktion von Olaf fortgebracht werden sollen. Sie versuchen, Esmé um Hilfe zu bitten, doch diese ist Olafs Komplizin und stößt sie den Aufzugschacht hinunter, wo Olafs Assistenten ein Netz gespannt haben. Es gelingt ihnen sich zu befreien und sie finden unten einen Gang, der zu der zerstörten Baudelaire-Villa führt. Sie versuchen daraufhin, schnell wieder zur Auktion zu gelangen, um den bösen Plan zu verhindern, doch sie ersteigern das falsche Objekt. Als sie Olaf enttarnen, schafft er es mit Esmé und seinen Helfern zu fliehen.

### Band 7: Das düstere Dorf
Der neue Vormund für Violet, Klaus und Sunny ist das Dorf der Federvieh-Freunde. Dort fliegen überall Krähen herum, die Bewohner sind schwarz gekleidet, tragen Krähenhüte und verbannen alles, was nicht mit den Krähen zu tun hat oder ihnen schadet. Anstatt von allen im Dorf umsorgt zu werden, werden die Waisen zu Hector abgeschoben, der am Rand des Dorfes unter dem großen Krähenbaum lebt. Da Hector eine Bibliothek mit verbotenen Büchern und eine Werkstatt mit verbotener Technik besitzt, fühlen sich die Baudelaires dort trotz allem wohl. Unter dem Krähenbaum finden sie verschlüsselte Nachrichten, die von den Quagmeirs stammen, die im Krähenbrunnen im Dorf versteckt sind.
Bevor sie ihre Freunde jedoch befreien können, taucht ein Mann namens Jacques Snicket auf. Wegen seiner Augentätowierung am Knöchel wird er für Graf Olaf gehalten, von der Dorfpolizistin (Esmé in Verkleidung) verhaftet und zur Hinrichtung verurteilt. Doch so weit kommt es nicht, denn er wird ermordet in seiner Zelle aufgefunden. Der herbeigerufene Detektiv Dupin, eine neue Verkleidung von Graf Olaf, beschuldigt die Baudelaires, die daraufhin auch eingesperrt werden. Es gelingt ihnen, sich aus dem Gefängnis und die Quagmeir-Drillinge aus dem Brunnen zu befreien. Sie werden jedoch von einem Mob von Dorfbewohnern, Esmé und Olaf gesehen und verfolgt. Hector will die Kinder in seinem selbstgebauten autarken Heißluftcaravan mitnehmen, doch nur die Quagmeirs schaffen es, in den fliegenden Ballon einzusteigen, da Esmé mit einer Harpune verhindert, dass die Baudelaires die Strickleiter hinaufklettern. Da Esmé jedoch auch eine Krähe mit der Harpune tötet, wollen die Dorfbewohner sie einsperren und die Waisen können durch die Wüste fliehen.

### Band 8: Das schaurige Spital
Den Baudelaires gelingt es, obwohl sie nun als Mörder verschrien sind, bei den Freiwilligen Freudenspendern Unterschlupf zu finden. Diese fahren täglich zum Heimlich-Hospital, das mitten im Hinterland liegt, um die Kranken mit einem Lied und einem Luftballon aufzuheitern. Die Baudelaires können sich im Spital verstecken, indem sie tagsüber im Archiv arbeiten und nachts in der unvollendeten Hälfte des Krankenhauses schlafen.
Eines Nachts, als sie im Archiv nach der geheimnisvollen Baudelaire-Akte suchen, werden sie von Esmé Elend entdeckt, die Violet gefangen nimmt. Am nächsten Tag soll sie feierlich im Operationssaal geköpft werden, doch Klaus und Sunny, als Ärzte verkleidet, schaffen es, Violet aus dem Operationssaal zu entführen. Olafs Kumpanen zünden bei der Verfolgungsjagd das Krankenhaus an; die Kinder schaffen es, hinauszukommen und sich in Olafs Kofferraum zu verstecken. Olafs Kumpan, die Person, die weder männlich noch weiblich ist, wird ein Opfer der Flammen.

### Band 9: Der grausige Jahrmarkt
Violet, Klaus und Sunny gelangen in Graf Olafs Auto in einen Jahrmarkt. Damit sie nicht erkannt werden, aber Graf Olaf nachspionieren können, verkleiden sie sich als Monstrositäten: Klaus und Violet verkleiden sich als zweiköpfige Menschen und Sunny als Wolfskind. Sie dürfen als Monstrositäten auf dem Jahrmarkt arbeiten und erhalten die Möglichkeit, sich mit der Wahrsagerin zu unterhalten, die sich als Mitglied der geheimnisvollen Organisation F. F. entpuppt.
Bevor die Baudelaires jedoch die Möglichkeit haben, sich mit ihr eindringlich zu unterhalten, wird sie in eine Löwengrube geworfen, in die die Waisen fallen sollten – eine Idee Olafs, um den Jahrmarkt attraktiver zu machen. Auch einer von Olafs Komplizen fällt mit in den Graben. Daraufhin setzen Olaf und seine Gefährten den Jahrmarkt in Brand und flüchten. Sie nehmen dabei auch die Monstrositäten Hugo (ein Buckliger), Kevin (ein Beidhändiger) und Colette (eine Schlangenfrau) mit sowie die Baudelaires. Doch Olaf hat die Baudelaires durchschaut und lässt Violet und Klaus im angehängten Wohnwagen fahren, während er Sunny bei sich im Auto behält.

### Band 10: Der finstere Fels
Im Wohnanhänger hinter Graf Olafs Auto gelangen die beiden älteren Waisen ins Gebirge dorthin, wo F. F. sein geheimes Hauptquartier haben soll. Unterwegs lässt Graf Olaf den Wohnanhänger abhängen, was Violet und Klaus dazu zwingt, alleine den Weg zum Gipfel anzutreten, denn Sunny befindet sich noch bei Graf Olaf. Bei den Schneepfadfindern treffen sie einen geheimnisvollen Jungen. Es stellt sich heraus, dass er Quigley ist, der vermisste dritte Quagmeir-Drilling. Gemeinsam betreten sie das F.F.-Hauptquartier, das allerdings von Olafs Bekannten, dem Mann mit Bart, aber ohne Haare und der Frau mit Haaren, aber ohne Bart abgebrannt wurde. Dort erhalten sie den Hinweis, dass eine Zuckerdose ihnen helfen könnte, das Geheimnis von F.F. aufzuklären und eine geheime Botschaft, die auf einen Treffpunkt am Donnerstag in der letzten sicheren Zuflucht hinweist.
Quigley, Violet und Klaus schaffen es, Sunny zu retten, geraten auf der Flucht aber in den Blutigen Bach, ein Fluss, der im Gebirge entspringt und eigentlich in weiten Teilen zugefroren ist. Die Kinder brechen ein, als sie mit einem Schlitten auf dem Eis fahren. Die Baudelaires werden vom dritten Quagmeir ebenfalls getrennt, als sie in verschiedenen Seitenarmen des zugefrorenen Bachs davonschwimmen. Die Frauen mit den weißen Gesichtern richten sich in diesen Band gegen Olaf und verschwinden spurlos. Carmelita Späts, die Mitglied der Schneepfadfinder ist, schließt sich Graf Olaf an.

### Band 11: Die grimmige Grotte
Die Baudelaires treiben mit ihrem Schlitten in ihrem Seitenarm des Blutigen Baches ins Meer. Dort treffen sie auf das U-Boot Queequeg von Kapitän Widdershins und seiner Tochter Fiona. Der Schiffskoch ist Phil, den sie aus der Sägemühle (Band 4) kennen. Die Queequeg sucht die geheimnisvolle Zuckerdose, die nach dem Brand des F.F.-Hauptquartiers ins Meer gespült worden sein muss. Klaus berechnet, dass die Strömung sie in die Gorgonische Grotte getragen haben muss.
Als sie mit dem U-Boot in der Grotte angekommen sind, machen Violet, Klaus, Sunny und Fiona einen Tauchgang, um die Zuckerdose dort zu suchen. Sie finden sie nicht, doch als sie in der Grotte sind, beginnt ein giftiger Pilz aus dem Boden zu wachsen, vor dem sie sich in einer Ecke verstecken. Als sie in das U-Boot zurückkehren können, finden sie es leer vor. Außerdem entdecken sie, dass eine Pilzspore in Sunnys Helm gekommen ist und ihr Leben bedroht. Bevor sie handeln können, wird ihr U-Boot von Graf Olafs Kraken-U-Boot geschluckt und die Kinder werden von ihm dort festgehalten. Die Baudelaires schaffen es jedoch mit Hilfe von Olafs Gehilfen mit den Hakenhänden (der sich als Fionas verlorener Bruder herausstellt) wieder auf ihr eigenes U-Boot zu fliehen und dort Sunny mit Hilfe von Wasabi zu retten.
Sie erhalten außerdem ein Telegramm von Quigley, der ihnen mit einem Geheimcode sagt, dass sie am Dienstag am Strand an der kahlen Küste in ein Taxi steigen sollen. Sie lenken ihr U-Boot aus Olafs Kraken-U-Boot heraus und kommen sogar rechtzeitig am Strand an. Nachdem sie dort zuerst Mr. Poe getroffen haben und ihn zurückweisen, steigen sie in das Taxi von Kit Snicket.

### Band 12: Das haarsträubende Hotel
Die schwangere Kit Snicket fährt mit den Baudelaires zum Hotel Denouement, der letzten sicheren Zuflucht, die der Ort des F.F.-Treffpunktes ist. Die Waisen arbeiten dort als Pagen und lernen Frank und Ernst, die Hotelmanager kennen, die so identisch sind, dass man sie nicht auseinanderhalten kann. Später erfahren sie, dass es noch einen dritten Bruder, Dewey, gibt. Die Baudelaires helfen also den Hotelgästen, wenn sie gerufen werden, und treffen dabei viele alte Bekannte, wie z. B. ihre Lehrer aus dem Internat (Band 5), die Chefs der Sägemühle (Band 4), den Krankenhausbibliothekar (Band 8) und auch Esmé Elend und Carmelita Späts. Sie finden dabei heraus, dass am Donnerstag ein Prozess gegen Olaf stattfinden soll, zu dem viele Menschen anreisen. Außerdem soll vermutlich die Zuckerdose von einer Krähe in einen Waschsalon des Hotels gebracht werden. Dewey zeigt ihnen den See, an dem das Hotel liegt und erzählt ihnen von einer Bibliothek unter Wasser, in der Informationen über Olafs Missetaten gesammelt sind. Als sie ins Hotel zurückkehren, bedroht Olaf Dewey mit einer Harpune. Als Mr. Poe Olaf ertappt, legt dieser die Waffe in die Hände der Baudelaires. Diese lassen sie fallen, wodurch Dewey unbeabsichtigt erschossen wird.
Am Mittwoch sollen daher die Baudelaires als Mörder verurteilt werden, doch das Sprichwort „Gerechtigkeit ist blind“ wird wörtlich genommen und allen, außer den Richtern, werden die Augen verbunden. Während des Prozesses wird die Richterin Strauß (Band 1) von den anderen Richtern, die Olafs Komplizen sind, entführt. Die Waisen merken es und verfolgen die Verbrecher. Sie gehen mit Olaf in den Keller, um die Zuckerdose aus dem Waschsalon zu holen, doch sie ist nicht da. Die Waisen legen nach Olafs Anweisungen ein Feuer und flüchten mit ihm aufs Dach, um in ein Boot zu steigen, mit dem sie vom Dach aus auf das Meer flüchten.

### Band 13: Das erstaunliche Ende
Die Baudelaire-Kinder und ihr Todfeind Graf Olaf befinden sich auf einem kleinen Boot, bis sie in einen schrecklichen Sturm geraten. Das Boot wird zerstört, doch alle vier stranden auf einer Insel. Sie begegnen einer Kolonie aus Schiffbrüchigen, welche die Baudelaires freundlich empfangen. Im Gegensatz zu den anderen Erwachsenen erkennen diese gleich Graf Olafs böses Wesen. Die Schiffbrüchigen wollen den Baudelaires alle Rätsel offenbaren, doch Graf Olaf will das verhindern. Zuletzt werden fast alle Geheimnisse der Baudelaires gelüftet. Woher die Kinder die Gewissheit über den Tod der Eltern haben, bleibt jedoch unklar.

### Alternativtitel
Beim Verlag Beltz & Gelberg sind die Bände in gebundener Ausgabe unter dem Titel Die schaurige Geschichte von Violet, Sunny und Klaus erschienen. Folgende Titel wurden für die einzelnen Bände verwendet:
- Band 1: Der schlimme Anfang
- Band 2: Der Reptiliensaal
- Band 3: Das zerbrochene Fenster
- Band 4: Die unheimliche Mühle
- Band 5: Das Internat des Schreckens
- Band 6: Der finstere Fahrstuhl
- Band 7: Das Dorf der schwarzen Vögel
- Band 8: Das teuflische Hospital
- Band 9: Der grausige Jahrmarkt
- Band 10: Der schlüpfrige Steilhang (Band 10 ist am Ende des neunten Bandes unter diesem Titel angekündigt worden, aber nie erschienen.)

Die Taschenbuch-Ausgabe von Beltz & Gelberg erschien unter dem Titel Schauriger Schlamassel. Folgende Titel wurden für die einzelnen Bände verwendet:
- Band 1: Der Alptraum am Anfang
- Band 2: Der schillernde Schlangensaal
- Band 3: Das falsche Fenster
- Band 4: Die sirrenden Sägen
- Band 5: Die schreckliche Schule
- Band 6: Der finstere Fahrstuhl
- Band 7: Das düstere Dorf
- Band 8: Das Horror-Hospital

## Schreibstil
Die düstere Handlung wird durch Lemony Snickets Schreibstil aufgelockert.
- Lemony Snicket fordert die Leser immer wieder auf, das Buch wegzustellen und lieber etwas Netteres zu lesen, da die Geschichte so viel Unglück enthält.
- Kapitel fangen nicht immer direkt mit der Handlung an, sondern mit einem bestimmten Aspekt oder einem Sprichwort, das Snicket schließlich auf die Handlung bezieht.
- Die Bücher beinhalten etliche Fremdwörter, die vom Autor jedoch stets kindgerecht erklärt werden. Auch Gedichte von berühmten Literaten werden wiedergegeben.
- Lemony Snicket ist selbst in die Geschichte verwickelt: Er kennt die Eltern der Baudelaires und war Mitglied von F.F. (siehe Lemony Snicket)

## Adaptionen
Die ersten drei Bücher (Der schreckliche Anfang, Das Haus der Schlangen und Der Seufzersee) wurden unter dem Titel Lemony Snicket – Rätselhafte Ereignisse verfilmt (2004). Comedy-Star Jim Carrey spielte den schrecklichen Graf Olaf, Billy Connolly den eifrigen Schlangenforscher Dr. Montgomery Montgomery und Meryl Streep die ängstliche Tante Josephine. Der Film wurde für vier Oscars nominiert.
Im Januar 2017 veröffentlichte Netflix die erste Staffel der Fernsehserie Eine Reihe betrüblicher Ereignisse, welche die Bände 1 bis 4 adaptiert. Eine zweite Staffel, welche die Bände 5 bis 9 adaptiert, erschien am 30. März 2018. Die dritte und letzte Staffel, welche die Bände 10 bis 13 adaptiert, erschien am 1. Januar 2019. Jedem Buch der Reihe sind in der Serie zwei Episoden gewidmet, nur dem letzten Buch ist eine einzige Episode gewidmet.

## Hörbuch
Die Hörbücher zu Band 1 bis 3 sind bei HörCompany erschienen. Leser ist Stefan Kurt.
Die Hörbücher zu Band 4 bis 13 sind bei Random House Audio erschienen. Leser ist Rufus Beck.

## Trivia
In dem millionenfach geklickten Musikvideo Andere Welt von Capital Bra, Clueso und KC Rebell hält eine Schauspielerin den zwölften Band der Bücherreihe in der Hand (bei Minute 2:32). 